# 100
100 (C) a fost un an obișnuit al calendarului iulian.

## Nașteri
- Marcus Cornelius Fronto: gramatician, retoric și avocat roman (d. 170)

## Decese
- Agrippa al II-lea al Iudeei (n. ?)
- Josephus Flavius, istoric evreu (n. 37)